# Volavka bílá
Volavka bílá (Ardea alba, Egretta alba) je velký brodivý pták z čeledi volavkovitých (Ardeidae).

## Popis
Dorůstá délky 85–100 cm, v rozpětí křídel měří 145–170 cm a váží 1–1,5 kg. Opeření má celkově bílé, končetiny tmavé a dlouhý, zašpičatělý, žlutý zobák. Ve svatebním šatě jí navíc na hřbetě vyrůstají prodloužená ozdobná pera, která hrají důležitou roli při námluvách. Obě pohlaví jsou zbarvena stejně.
Ve střední Evropě hrozí záměna pouze s volavkou stříbřitou (Egretta garzetta), která je však viditelně menší a má navíc jasně žlutě zbarvené prsty a ve svatebním šatě i prodloužená pera na hlavě.

### Hlas
Na hnízdištích se ozývá pronikavými chraptivými zvuky.

## Rozšíření
Náleží k nejrozšířenějším druhům volavek. Hnízdí v jižní Kanadě a na území Spojených států, v jižní a střední Evropě, Africe a na Středním východě. V posledních letech začala v Evropě pronikat více na sever, od roku 1992 např. pravidelně hnízdí v Nizozemsku. V 21. století se rozšířila do Anglie a do skandinávských zemí. Jedná se o částečně tažný druh.
K hnízdění vyhledává rozsáhlé rákosiny u rybníků, jezer, řek a močálů s porosty stromů a keřů.
V České republice hnízdí nepravidelně, v mimohnízdním období se pak na našem území vyskytuje pravidelně v menších hejnech i jednotlivě, především v nížinách a pahorkatinách Moravy a Slezska. Na jižní Moravě hnízdí i loví společně s volavkou popelavou. Je chráněna zákonem jako silně ohrožený druh.

## Chování
Živí se hmyzem, obojživelníky, rybami, malými savci, převážně pak hlodavci, a občas i ptáky a plazy. Po kořisti pátrá nejčastěji v mělké vodě, někdy i na polích a loukách, a to při pomalé chůzi nebo vyčkáváním v nehybné poloze.
Je monogamní a pohlavně dospívá ve 2. roce života. Je známa zejména svými námluvami, při kterých samci předvádějí svá prodloužená ozdobná pera na hřbetě. Hnízdí obvykle v koloniích, ale i jednotlivě, ve střední Evropě jednou ročně od dubna do srpna. Až 1 metr velké hnízdo z rákosových stébel staví většinou v nepřístupných rákosinách. V jedné snůšce je pak 3–5 světle modrých, 60,1–44,6 mm velkých vajec, na kterých sedí střídavě oba rodiče 25–26 dnů. Mláďata pak hnízdo opouštějí po 40–50 dnech. Jejich úmrtnost je však velmi vysoká, druhého roku se nedožívá celých 75 % z nich.

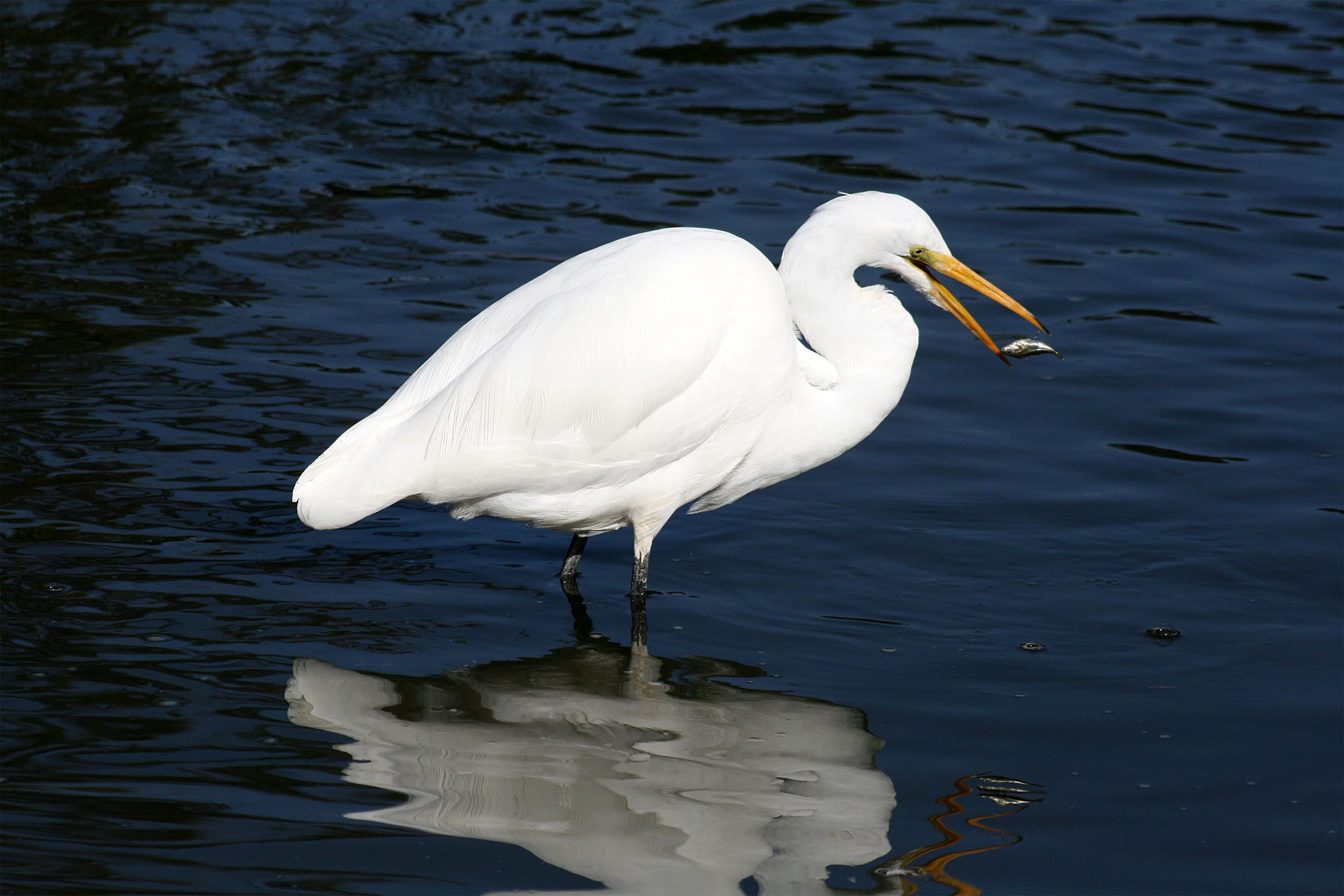
Volavka bílá s kořistí
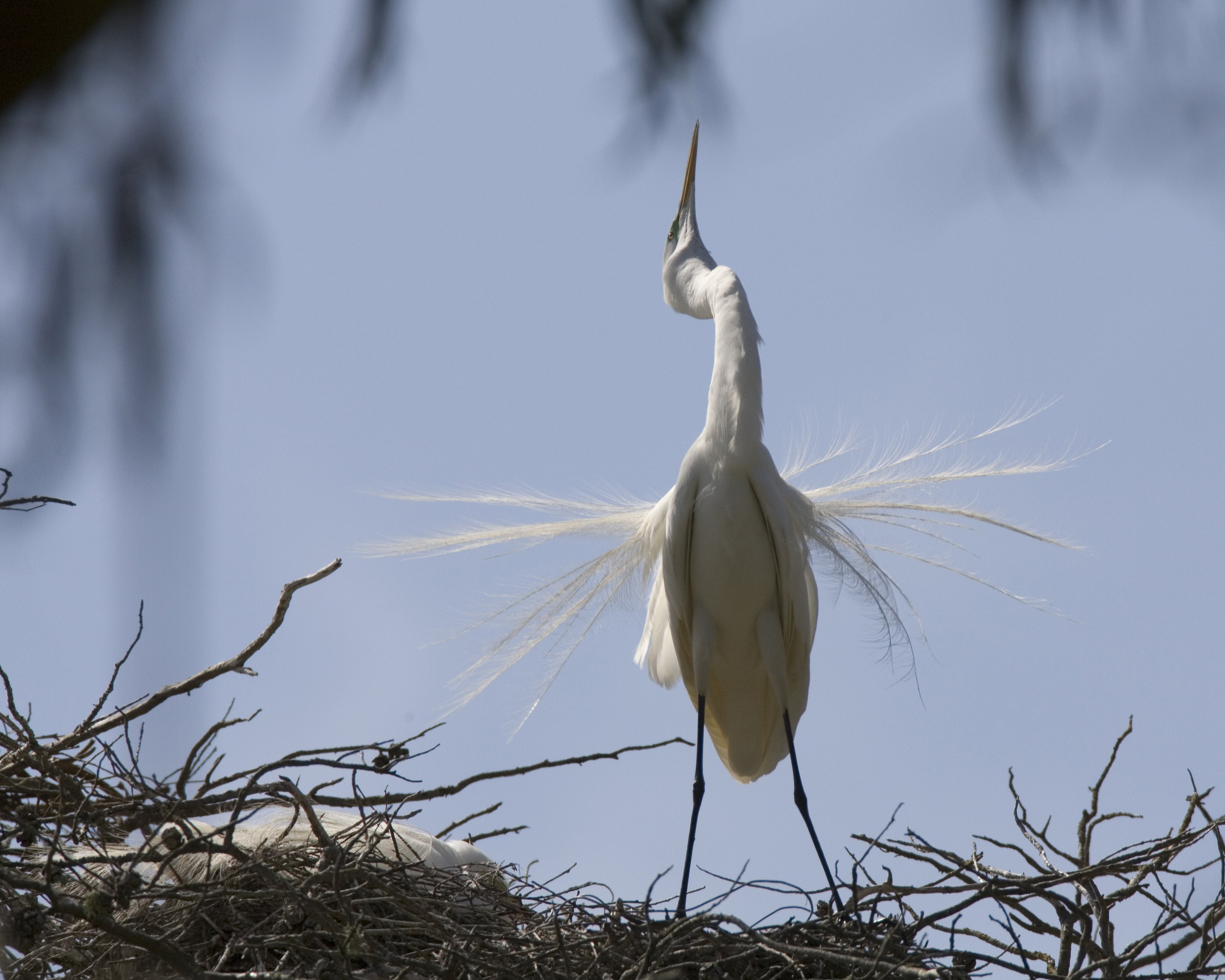
Samec při toku
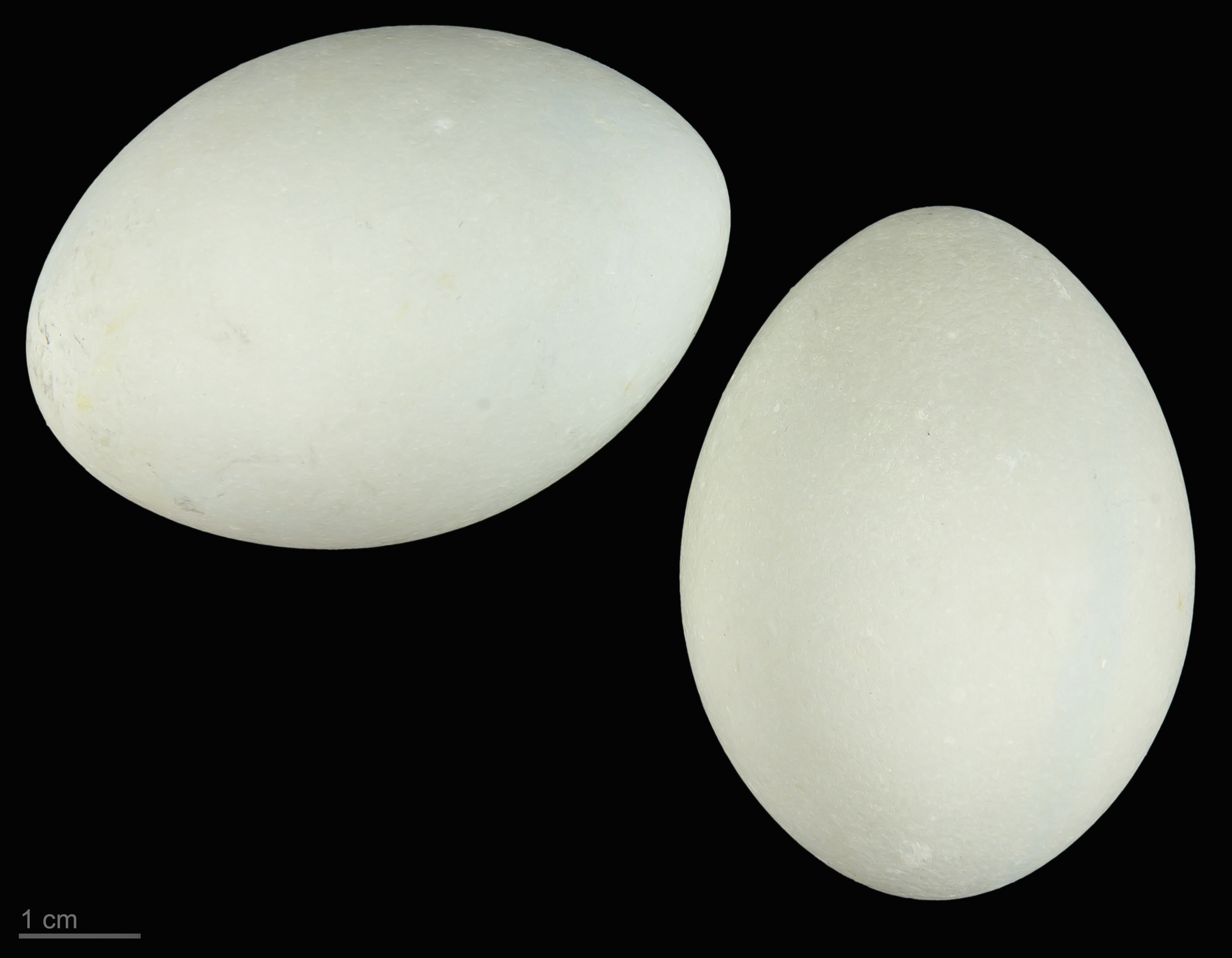
Vejce volavky bílé (Ardea alba melanorhynchos)

## Vztah s lidmi
Volavka bílá byla v minulosti kvůli svým ozdobným perům hojně lovena, což v mnoha oblastech USA vedlo až k jejímu úplnému vyhubení. V současné době je zde však přísně chráněna a pomalu se navrací i do oblastí, kde se až donedávna nevyskytovala.

## Taxonomie
V minulosti se u ní rozlišovaly 4 poddruhy, asijský a australasijský poddruh Ardea alba modesta je však od roku 2005 považován za samostatný druh – Ardea modesta. V současné době jsou rozeznávány 3 poddruhy:
- Ardea alba alba (Evropa)
- Ardea alba egretta (Amerika)
- Ardea alba melanorhynchos (Afrika)

## V kultuře
Volavka bílá je zobrazena na rubu brazilské 5realové bankovky, nachází se také na novozélandské 2dolarové a maďarské 5forintové minci.
Bílé volavky je název 14. básnické sbírky autora Dereka Walcotta ze Svaté Lucie.
Volavka bílá je i symbolem charitativní ekologické organizace National Audubon Society.
Jméno ctihodného Sáriputty, jednoho z nejznámějších následovníků Buddhy, znamená mj. syn volavky – říká se, že jeho matka měla jasné a ostré oči jako bílá volavka.